# میلان مارتیچ
میلان مارتیچ (Милан Мартић؛ زادهٔ ۱۸ دسامبر ۱۹۵۴) یک سیاست‌مدار، پلیس و نظامی اهل صربستان است.وی از ژانویه ۱۹۹۴ تا اوت ۱۹۹۵ رئیس‌جمهور جمهوری صرب کراینا بود.وی زمانی فرمانده ارشد شورشیان صرب در گرماگرم جنگ استقلال کرواسی بود.
وی در ۱۲ ژوئن ۲۰۰۷ از طرف دادگاه بین‌المللی کیفری یوگسلاوی سابق به جرم جنایت جنگی مقصر شناخته شد و به ۳۵ سال زندان محکوم شد.